# Ranchito de Islas
Ranchito de Islas är en ort i Mexiko.   Den ligger i kommunen Choix och delstaten Sinaloa, i den nordvästra delen av landet, 1 200 km nordväst om huvudstaden Mexico City. Ranchito de Islas ligger 234 meter över havet och antalet invånare är 232.
Terrängen runt Ranchito de Islas är huvudsakligen kuperad, men västerut är den platt. Runt Ranchito de Islas är det mycket glesbefolkat, med 7 invånare per kvadratkilometer. Närmaste större samhälle är Choix, 4,6 km söder om Ranchito de Islas. I omgivningarna runt Ranchito de Islas växer huvudsakligen savannskog.